# Hypobapta barnardi
Hypobapta barnardi är en fjärilsart som beskrevs av Goldfinch 1929. Hypobapta barnardi ingår i släktet Hypobapta och familjen mätare. Inga underarter finns listade i Catalogue of Life.